# Лозовой, Андрей Сергеевич
Андре́й Сергее́вич Лозово́й (род. 3 июня 1989, Ровно, СССР) — украинский политик, народный депутат Украины VIII созыва, заместитель лидера Радикальной партии Олега Ляшко и его помощник-консультант.

## Биография
Окончил Национальный педагогический университет имени Михаила Драгоманова, учится в аспирантуре. На парламентских выборах 2012 года был выдвинут Радикальной партией в народные депутаты (№ 2 в списке РПЛ), однако партия набрала лишь 1,08 % и не смогла пройти в Верховную Раду.
Во время повторных выборов народных депутатов в декабре 2013 года, стал кандидатом от объединённой оппозиции в округе № 94 (Обухов), после отмены судом регистрации кандидата от ВО «Батькивщина» Виктора Романюка. Набрал 20 080 голосов избирателей (21,9 %), заняв 2 место.
На парламентских выборах 2014 года шёл к Верховной Рады Украины во 2-м номером в списке политической партии Радикальная партия Олега Ляшко. Секретарь Комитета Верховной Рады Украины по вопросам правовой политики и правосудия
1 ноября 2018 года были введены российские санкции против 322 граждан Украины, включая Андрея Лозового.
6 ноября 2018 года был задержан в городе Прага (Чехия), после попытки расплатиться фальшивыми евро.

### Правка Лозового
В октябре 2017 года Верховная Рада провела судебную реформу. Среди изменений в Уголовный процессуальный кодекс было предложение №109 от Андрея Лозового. Сделали это с нарушением регламента и несмотря на мнение общественности. 
«Правки Лозового» начали действовать в марте 2018-го. За тот год, как анализировал Совет общественного контроля при НАБУ, сроки досудебного расследования по уголовным производствам были «катастрофически» сокращены. Следственные судьи теперь могли отменять подозрение после двух месяцев со дня объявления. Экспертизы в уголовном производстве стали проводить только по решению следственного судьи, а заниматься этим могли исключительно государственные учреждения. Все это способствовало увеличению рисков коррупции.
Правку Лозового использовали для закрытия дел против заместителя руководителя Офиса президента Олега Татарова, в деле о Роттердам+, и в ходе процесса против Игоря Коломойского.
14 декабря 2023 года электронная петиция к президенту Украины Владимиру Зеленскому об отмене "правок Лозового-Ионушас" в полном объеме за день набрала почти 30 тысяч голосов, в то время как для рассмотрения было необходимо 25 тысяч.